# Kanton Thorigny-sur-Oreuse
Der Kanton Thorigny-sur-Oreuse ist seit 2015 ein französischer Wahlkreis im Département Yonne in der Region Bourgogne-Franche-Comté. Er umfasst 17 Gemeinden im Arrondissement Sens und hat seinen Hauptort (frz.: bureau centralisateur) in Thorigny-sur-Oreuse.

## Gemeinden
Der Kanton besteht aus 17 Gemeinden mit insgesamt 13.980 Einwohnern (Stand: 1. Januar 2022) auf einer Gesamtfläche von 317,66 km²:
| Gemeinde                   | Einwohner 1. Januar 2022 | Fläche km² | Dichte Einw./km² | Code INSEE | Postleitzahl |
| -------------------------- | ------------------------ | ---------- | ---------------- | ---------- | ------------ |
| Compigny                   | 182                      | 7,79       | 23               | 89115      | 89140        |
| Courlon-sur-Yonne          | 1.191                    | 16,73      | 71               | 89124      | 89140        |
| Cuy                        | 863                      | 6,97       | 124              | 89136      | 89140        |
| Évry                       | 398                      | 4,54       | 88               | 89162      | 89140        |
| Gisy-les-Nobles            | 556                      | 10,91      | 51               | 89189      | 89140        |
| La Chapelle-sur-Oreuse     | 668                      | 17,92      | 37               | 89080      | 89260        |
| Michery                    | 1.080                    | 17,05      | 63               | 89255      | 89140        |
| Pailly                     | 291                      | 14,89      | 20               | 89285      | 89140        |
| Perceneige                 | 952                      | 60,99      | 16               | 89469      | 89260        |
| Plessis-Saint-Jean         | 218                      | 11,02      | 20               | 89302      | 89140        |
| Saint-Denis-lès-Sens       | 624                      | 6,73       | 93               | 89342      | 89100        |
| Serbonnes                  | 693                      | 9,93       | 70               | 89390      | 89140        |
| Sergines                   | 1.235                    | 18,96      | 65               | 89391      | 89140        |
| Soucy                      | 1.546                    | 21,62      | 72               | 89399      | 89100        |
| Thorigny-sur-Oreuse        | 1.396                    | 49,23      | 28               | 89414      | 89260        |
| Vinneuf                    | 1.559                    | 15,26      | 102              | 89480      | 89140        |
| Voisines                   | 528                      | 27,12      | 19               | 89483      | 89260        |
| Kanton Thorigny-sur-Oreuse | 13.980                   | 317,66     | 44               | 8918       | –            |